# 1827 Atkinson
Atkinson (asteróide 1827) é um asteróide da cintura principal, a 2,2221884 UA. Possui uma excentricidade de 0,1794098 e um período orbital de 1 627,71 dias (4,46 anos).
Atkinson tem uma velocidade orbital média de 18,09945377 km/s e uma inclinação de 4,52006º.
Esse asteróide foi descoberto em 7 de Setembro de 1962 por Goethe Link Obs..